# Mitnagdim
Les Mitnagdim (sing. mitnaged), ou « opposants », sont les Juifs orthodoxes qui s'opposèrent au XVIIIe siècle à l'apparition du judaïsme hassidique. Par extension, les actuels groupes religieux continuant les pratiques religieuses des premiers Mitnagdim sont toujours appelés ainsi, bien que l'opposition aux hassidim soit devenue très ténue.
On parle aussi de courant lituanien (Lita'im) pour désigner les Mitnagdim, car les Yeshivot (académies religieuses) de ce courant ont été particulièrement influentes en Lituanie au XIXe siècle et au début du XXe siècle.

## Le hassidisme
Le judaïsme hassidique ou hassidisme (« piété » ou « intégrité », de la racine חסד signifiant « générosité »), est un mouvement religieux juif fondé au XVIIIe siècle en Europe de l'Est (Biélorussie et Ukraine) par le Rav Israël ben Eliezer (1698-1760), plus connu sous le nom de Baal Shem Tov. Le mouvement est une réaction contre le judaïsme « académique » de son époque.
Le Ba'al Chem Tov insistait particulièrement sur la communion joyeuse avec Dieu, mettant l'accent sur la célébration, la danse, le chant (niggoune), la joie, l'affectif (hassidoute), l'enthousiasme et la ferveur (hitlahavoute), l'amour de Dieu (ahava), sans pour autant négliger l'étude.
« Les hassidim [sont] portés vers la mystique fondée sur l’exaltation des émotions religieuses, tandis que les mitnagddim, majoritairement issus des écoles talmudiques de Lituanie, pratiquent un judaïsme plus austère, plus intellectualisé, fondé sur le principe de la casuistique dialectique (pilpoul). Critiquant une orientation hassidique assurant la suprématie de la Kabbale (mystique juive) sur la Halakha, les mitnagdim leur reprochent notamment une « joie de vivre », qu’ils estiment incompatible avec l’étude de la Torah. »

## Opposition

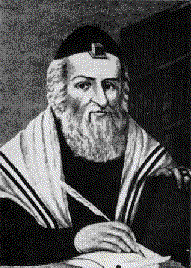
Elyahou Ben Shlomo Zalman, le Gaon de Vilna.

Le hassidisme suscita aussitôt une très ferme opposition. Le judaïsme est-européen du XVIIIe siècle vivait toujours dans le souvenir traumatisant des « faux messies » Sabbataï Tsevi et Jacob Franck des XVIIe et XVIIIe siècles, et se méfiait de toute exaltation mystique. La crainte de voir le hassidisme dévier vers l'hérésie, en particulier vers des pratiques extatiques ou messianiques était forte.

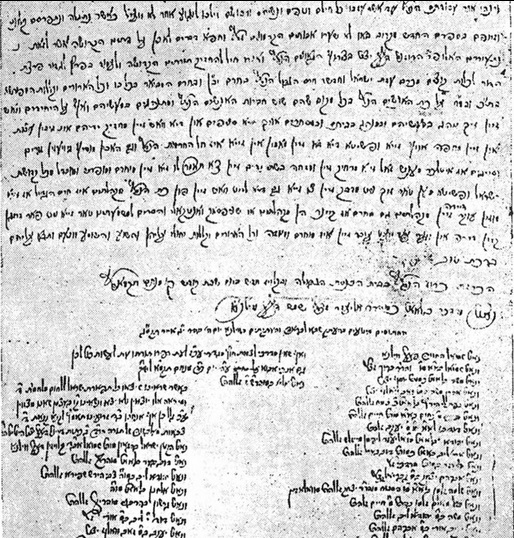
Anathème de 1781, signé par le Gaon de Vilna.

L'opposition fut particulièrement forte dans les grandes académies de Lituanie, à Vilna en particulier. Le plus grand leader de ce courant fut à l'époque l'illustre Elyahou Kramer (1720-1797), le Gaon de Vilna, qui n'hésita pas à lancer trois cherem (excommunication) contre les hassidim, et à interdire tout mariage avec eux.
L'opposition des successeurs du Gaon de Vilna ira parfois très loin, jusqu'à dénoncer les hassidim aux autorités étatiques (entre autres russes), pour tenter de gêner leurs actions « hérétiques ». 
Certains admorim, comme le troisième admor de Loubavitch (le Tséma'h Tsédéq) reconnaîtront que l'influence du Gaon de Vilna avait été positive, en ce qu'elle avait obligé le mouvement hassidique naissant à éviter d'aller trop loin dans ses innovations ou son antinomisme (l'antinomisme est l'opposition ou l'indifférence à la Loi, par volonté de mieux communier avec Dieu. Il s'agit d'une tendance récurrente dans les mouvements mystiques).

## Rapprochement
À compter de la seconde moitié du XIXe siècle, les relations entre les deux courants s'améliorent.
D'une part, la crainte des mitnagdim de voir les hassidim évoluer vers l'hérésie à cause de leur rapport très mystique et joyeux à Dieu s'estompe. 
D'autre part, de nouveaux dangers apparaissent pour le judaïsme orthodoxe au sein même du peuple juif, et l'attitude des deux courants sera très hostile à l'égard de ces innovations : judaïsme réformé, sionisme, assimilation, socialisme. Les juifs religieux ressentent donc le besoin de se regrouper. Les deux courants créeront ainsi de concert le parti Agoudat Israël en 1912, en Pologne.
Les différences de pratiques religieuses et d'organisation existent toujours. Au plan des pratiques, les « lituaniens » pratiquent un judaïsme plus austère, centré sur l'étude, sans l'aspect festif qu'on retrouve dans nombre de célébrations hassidiques. Sur le plan de l'organisation, les communautés « lituaniennes » sont organisées autour des Yeshivot (académies religieuses), et des Roch Yeshivot (chefs des Yeshivot), lesquels accèdent à la direction par cooptation des rabbins dirigeants de la génération précédente. Les hassidim sont par contre en général dirigés (il y a des exceptions) par des Admorim héréditaires, dont les lignées remontent au XVIIIe siècle ou au XIXe siècle.
Les points de convergence sont cependant les plus nombreux, en particulier la réticence voire le rejet (selon les communautés) devant la « modernité » occidentale : laïcité, liberté sexuelle, démocratie, sionisme (certains courants minoritaires l'acceptent, beaucoup le tolèrent), ce qui explique qu'on regroupe ces courants sous un nom commun, celui de haredim (ultra-orthodoxes).
Les relations entre mitnagdim et hassidim sont aujourd'hui assez bonnes, même si certaines traces des anciennes oppositions sont encore sensibles. Ainsi, dans les années 1980, le rav Schach, le principal rabbin du courant mitnagdim en Israël (et au-delà) s'interrogeait pour savoir si les hassidim de Loubavitch étaient encore juifs (du fait de leur relation considérée comme trop forte à leur admor (chef religieux), que certains considéraient comme le messie). Aussi, la majorité des mitnagdim ont quitté le parti religieux Agoudat Israel dans les années 1980, et sont aujourd'hui regroupés dans le parti religieux Degel HaTorah, lequel est allié mais pas confondu avec l’Agoudat,  une des expressions politiques des hassidim israéliens.